# Дюкіна Ганна Іванівна
Ганна Іванівна Дюкіна (4 грудня 1929, с. Малий Кесшур, Селтинський район, Удмуртська АРСР, РРФСР, СРСР — березень 2002, Іжевськ, Удмуртська Республіка, Росія) — доярка тваринницького радгоспу «Машинобудівник» Іжевського машинобудівного заводу Зав'яловського району Удмуртської АРСР, передовик сільгоспвиробництва, громадський діяч. Герой Соціалістичної Праці (1966).

## Біографія
Ганна Іванівна народилася 4 грудня 1929 року в селянській родині села Малий Кесшур Селтинського району Удмуртської АРСР. Удмуртка. Отримавши початкову освіту, з 17 років працювала дояркою в радгоспі «Машинобудівник». За 30 років виконання своїх обов'язків досягла високих показників у надої від кожної закріпленої корови щорічно отримувала понад 3000 літрів молока. За досягнуті успіхи у сфері тваринництва та збільшення виробництва сільськогосподарської продукції в 1958 році нагороджена медаллю «За трудову доблесть».
Указом Президії Верховної Ради СРСР від 22 березня 1966 року «за досягнуті успіхи у розвитку тваринництва, збільшення виробництва і заготівель молока, м'яса, яєць, вовни та іншої продукції» Дюкіній Ганні Іванівні присвоєно звання Героя Соціалістичної Праці з врученням ордена Леніна і золотої медалі «Серп і Молот».
Ганна Іванівна була неодноразовою учасницею Виставки досягнень народного господарства СРСР: в 1975 році надоїла від кожної корови по 4203 кілограми молока, за що отримала срібну медаль ВДНГ. Крім того, тричі (1973, 1974, 1975) ставала переможцем соціалістичного змагання.
Пізніше з рядової доярки Дюкіна зросла до керівника виробництва: у 1976 році призначена бригадиром молочнотоварної ферми, а в 1979 році — бригадиром тваринників центрального відділення радгоспу. Очолюваний нею колектив щорічно перевиконував планові завдання по виробництву молока.
Крім сільгоспвиробництва займалася також і громадською роботою: обиралася членом Ленінського райкому КПРС міста Іжевська, членом профспілкового комітету радгоспу. Будучи вмілим наставником, навчила майстерності багатьох доярок, які стали згодом передовиками виробництва.